# Montant

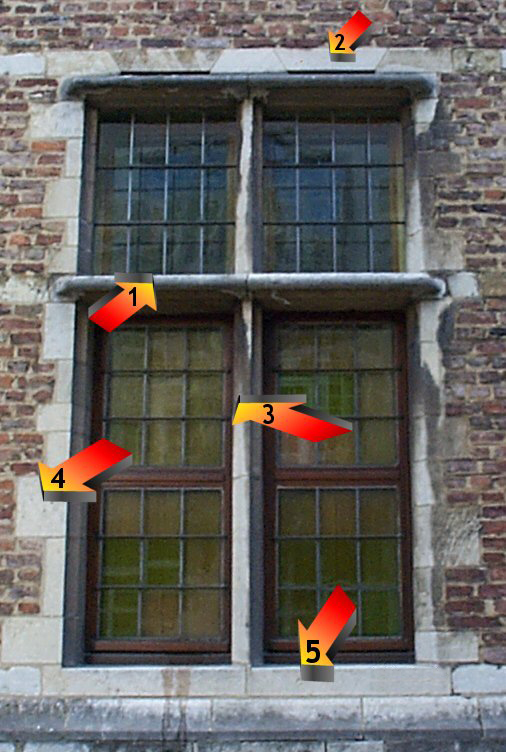
Kruiskozijn met 1 = kalf, 2 = latei, 3 = montant, 4 = neggenblok en 5 = dorpel

Een montant, meneel of moneel is een stenen stijl in een kerkvenster. Montanten delen een groot venster op in kleinere delen waarin het glas of glas in lood wordt aangebracht. De montants worden uitgevoerd in metselwerk of natuursteen en zijn doorgaans geprofileerd. Ze gaan aan de bovenzijde over in het maaswerk (tracering) dat ze dragen. Het geheel van maaswerk en montants wordt venstertracering genoemd.
Als verbinding tussen het glas en de dagkanten bevindt zich aan de zijkanten vaak een halve montant, die ook wel kantmontant wordt genoemd.
Wanneer een venster in tweeën wordt gedeeld door een zuil wordt dit een deelzuiltje genoemd. Daarbij is de schacht doorgaans voorzien van een basement en/of een kapiteel

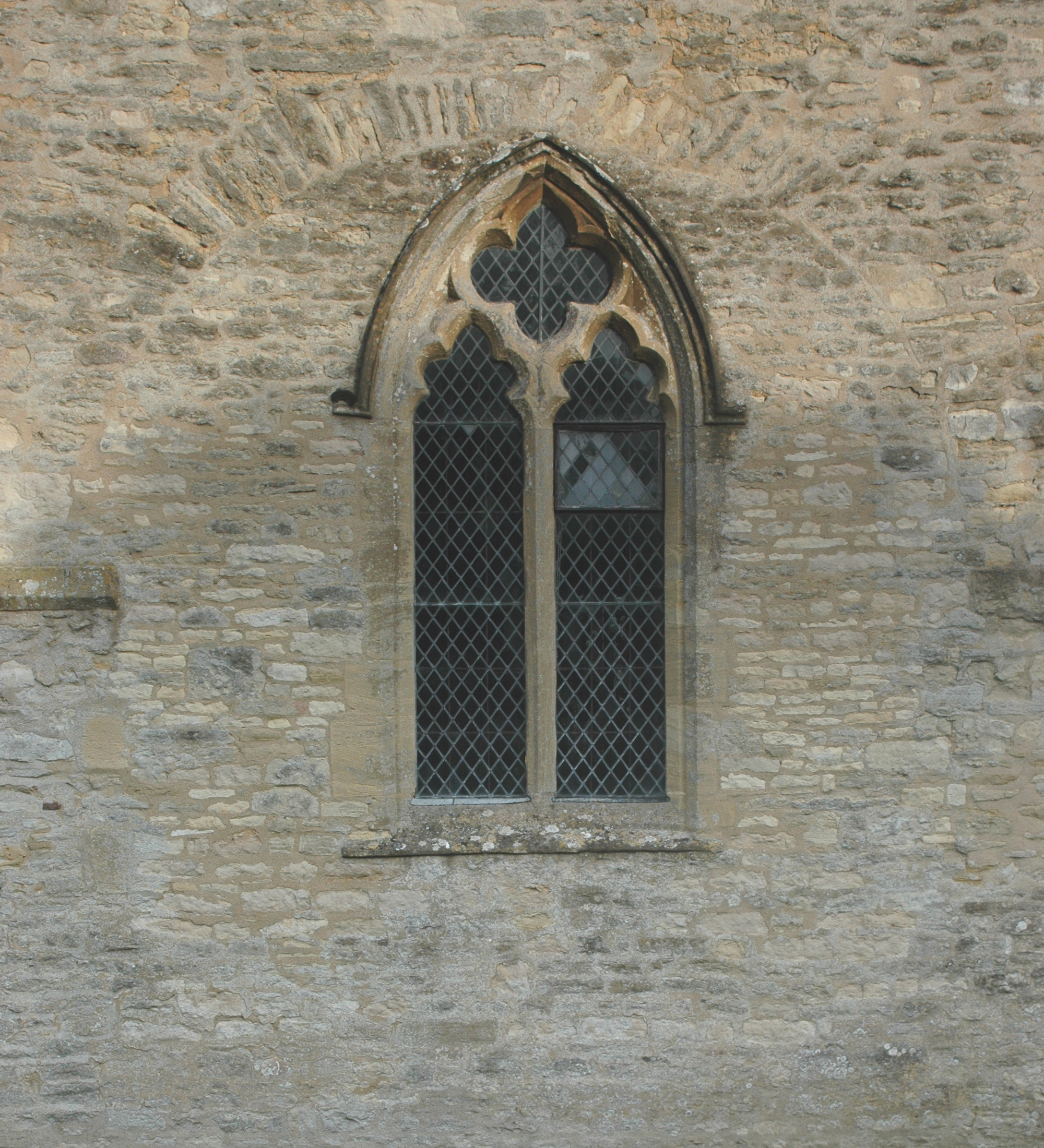
Een montant in het midden met bovenin maaswerk
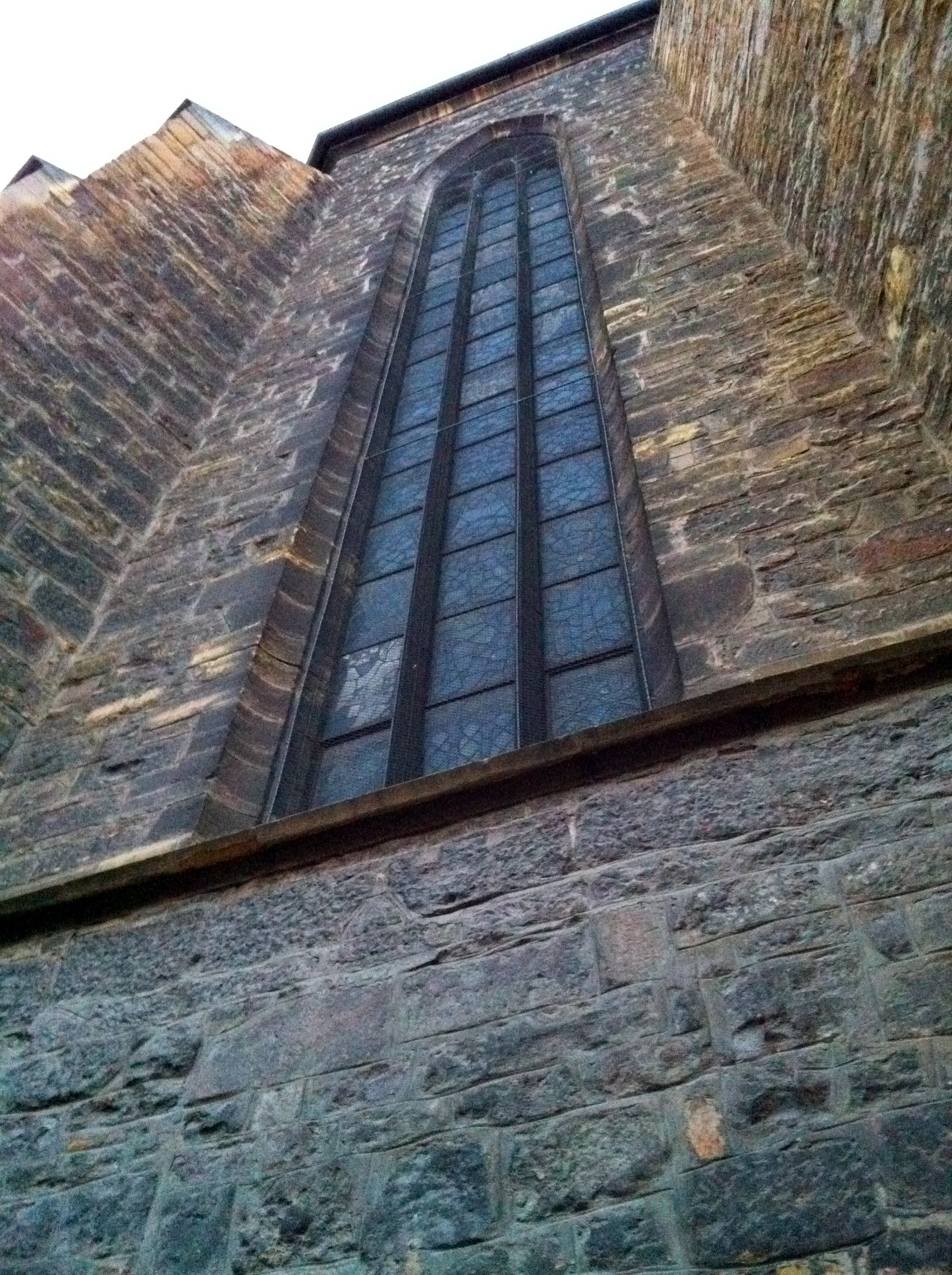
Lange montants
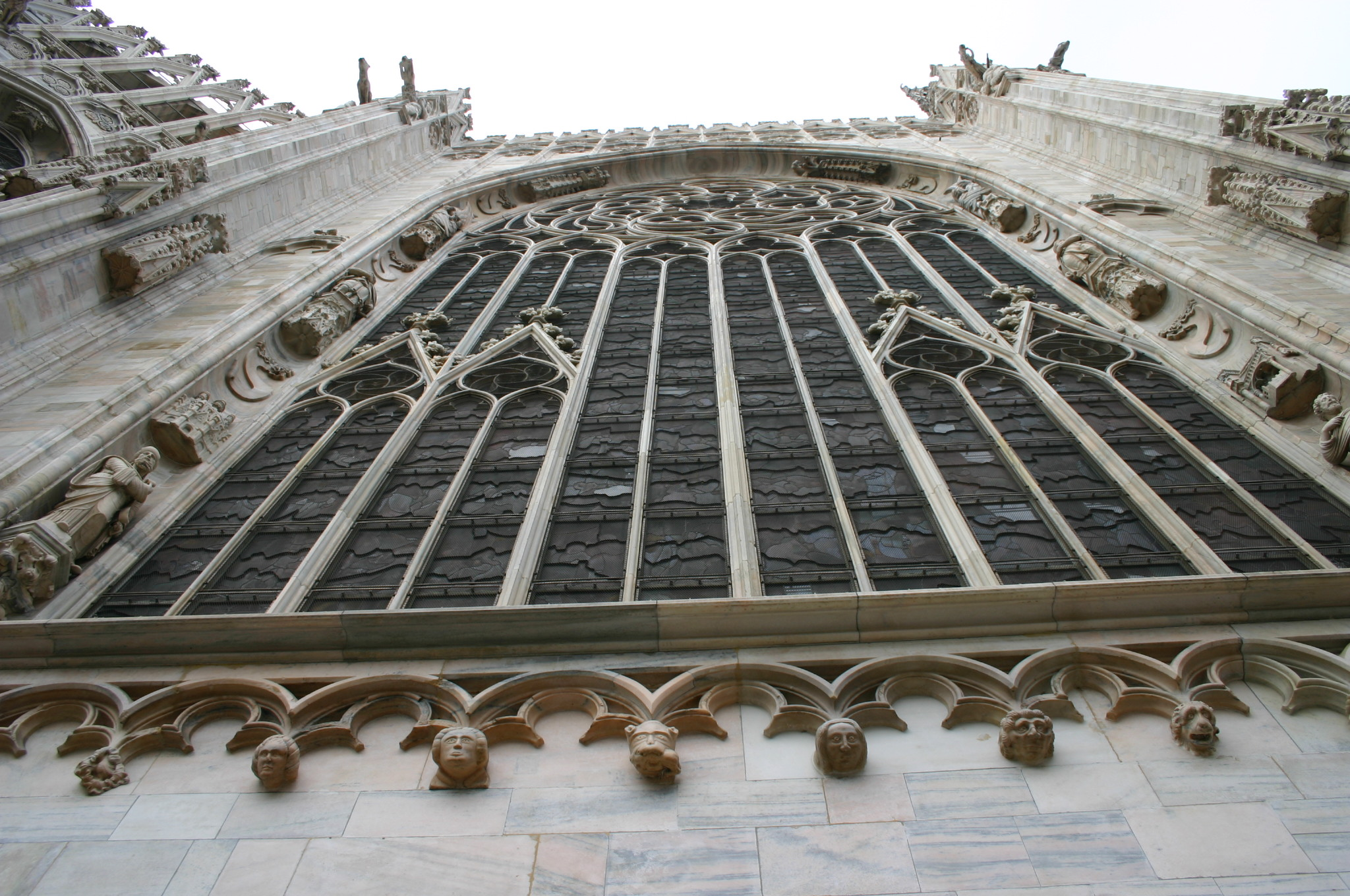
montants met tussendoor maaswerk
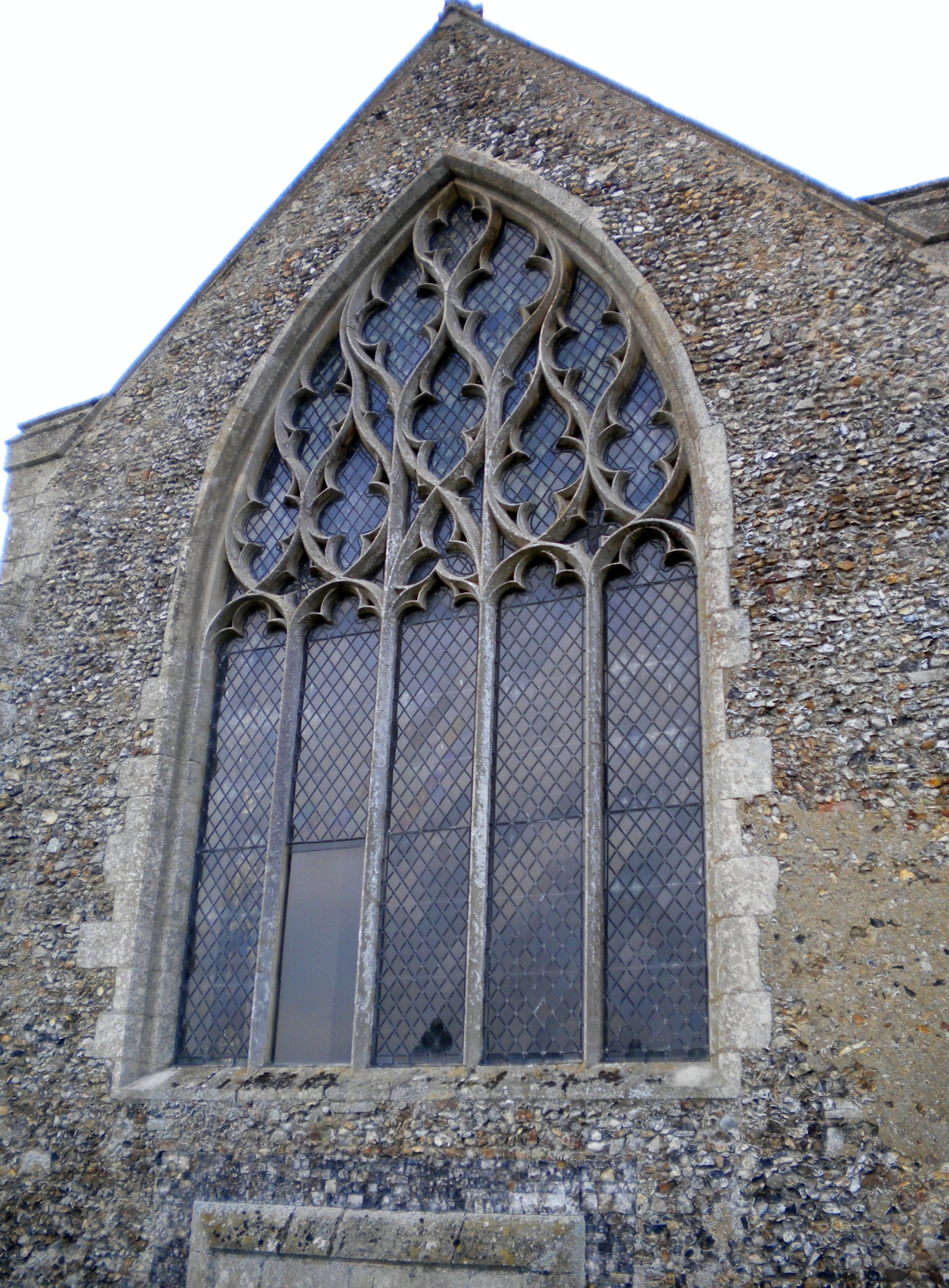
Maaswerk en montants